# Big
Big (conocida como Quisiera ser grande o Deseo cumplido en Hispanoamérica) es una película de baja fantasía y comedia dramática estadounidense de 1988 dirigida por Penny Marshall, escrita por Gary Ross y Anne Spielberg y protagonizada por Tom Hanks, Elizabeth Perkins, Robert Loggia y John Heard.
La película relata la historia de Josh Baskin, un niño que pide el deseo de ser mayor y luego al día siguiente se convierte en un adulto de treinta años de edad. Recurriendo la ayuda de su mejor amigo, Billy, intentará con todos los recursos adaptarse a la vida de un adulto.
Tras su estreno, Big fue recibido con una gran aclamación de la crítica, especialmente por la actuación de Hanks. También fue un gran éxito comercial, recaudando 151 millones de dólares en todo el mundo contra un presupuesto de producción de 18 millones de dólares, y demostró ser fundamental para la carrera de Hanks, estableciéndolo como un gran atractivo de taquilla y un favorito de la crítica. La película recibió nominaciones al Oscar a mejor actor (Hanks) y mejor guion original.

## Argumento
Josh Baskin tiene casi trece años, pero cansado de que las chicas no le hagan caso por ser muy pequeño y de que sus padres le traten como a un niño, desea ser mayor. Una noche que pasa con su familia en una feria, encuentra en una vieja máquina que concede un deseo a cambio de una moneda. Josh, sin dudarlo un instante, pide hacerse mayor, pero piensa que la máquina no es capaz de conceder ningún deseo, aunque le llama la atención que haya estado funcionando a pesar de encontrarse desenchufada. A la mañana siguiente, se despierta viendo que se ha convertido en un adulto de treinta años, por lo que inmediatamente va a la feria a buscar la máquina para pedirle que lo revierta a lo que era antes. Sin embargo, para sorpresa y mala suerte suya, cuando llega al lugar, descubre que la feria se ha ido completamente de la ciudad. 
Josh regresa a su casa e intenta explicarle a su madre lo que sucedió y que él es su hijo. Sin embargo, ella se niega a escucharlo, pensando que es un desconocido que ha secuestrado a su hijo. Después de huir de su propia madre, va a pedirle ayuda a su mejor amigo Billy Francis Kopecki, quien al principio tampoco lo quiere oír y piensa que está intentando secuestrarlo, pero logra convencerle de que es él gracias a un juego de palabras que sólo conocen ellos dos. Billy se compromete a ayudarle a encontrar la máquina para pedir el deseo que lo convertirá nuevamente en un niño de 13 años, pero debido a que no puede abandonar del todo sus obligaciones, le ayuda a encontrar una habitación en un hotel barato en Nueva York y a conseguirle un empleo en una empresa fabricante de juguetes, donde le contratan gracias a unos documentos que él le proporciona. 
Cuando Josh empieza a trabajar, le es muy difícil adaptarse a la vida de adulto, debido la inmadurez de su edad, las responsabilidades que tiene que asumir y los problemas que debe resolver sin ninguna experiencia previa, pero con el tiempo aprende a controlar mejor las situaciones que se le presentan. En un encuentro informal con el dueño de la empresa, Josh le demuestra su inocencia infantil y este le otorga el puesto de gerente en diseño.
En la empresa, Josh conoce a Susan Lawrence, una empresaria con quien entablaba una gran amistad y se enamoran en una feria de la ciudad, donde sin darse cuenta Josh pasa muy cerca de la máquina que le cumplió el deseo. Ambos inician una relación que causa que poco a poco se distancie de Billy, quien, a pesar de todo, continúa investigando sobre la máquina que convirtió a su amigo en adulto. Josh, entretanto, ha llegado a ser un importante directivo de la compañía, pero duda entre si debe continuar así y mantener su relación con Susan, o regresar con su familia. Así, le confiesa a Susan todo sobre su verdadero origen y del deseo que pidió, pero ella no le cree. 
Finalmente, Billy le dice a Josh que ha encontrado la máquina en un parque de Nueva York, y en medio de una reunión, abandona la misma y decide ir a pedir el deseo que lo devolverá a su aspecto original. Al verlo, Susan sabe que algo raro le pasa y le sigue. Susan le ruega a Billy que lo vio salir que le diga a dónde se dirige, y este le cuenta todo.
Josh encuentra la máquina y, tras desenchufarla, pide el deseo. En ese momento, llega Susan al lugar, y al verlo, se da cuenta de que le había dicho la verdad y trata de alcanzarlo para evitar que pida el deseo, pero llega demasiado tarde porque la máquina ya se lo ha concedido. Susan se desespera al constatar que es el fin de su relación, y Josh le dice que no quiere que en su vida de adulto no sea posible dicha relación, proponiéndole que le acompañe a la edad a la que regresará. Sin embargo, Susan lo rechaza, ya que para ella ya fue suficiente con haber sido niña una vez. Susan lleva a Josh a su casa y se despiden. Cuando Josh se dirige a su casa, Susan observa que ha tomado la forma del niño de 13 años que era y se reúne con su madre.
La película termina con Josh y Billy caminando por la calle, mostrando la amistad que siempre los había unido.

## Reparto
- Tom Hanks - Joshua "Josh" Baskin

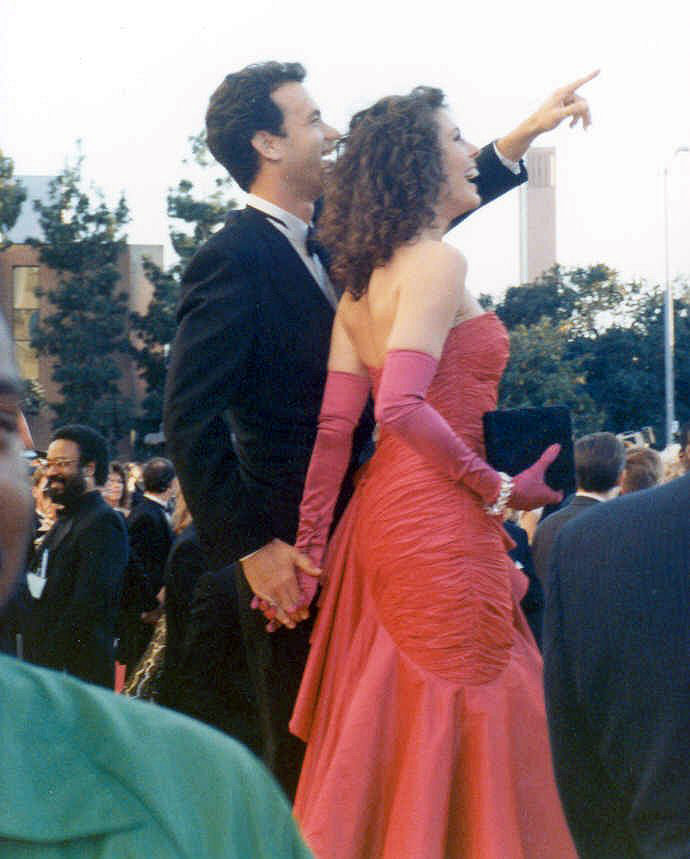
Tom Hanks con su esposa Rita Wilson en los Premios Óscar de 1989.

- Elizabeth Perkins - Susan Lawrence
- Robert Loggia - MacMillan
- John Heard - Paul Davenport
- Jared Rushton - Billy Francis Kopecki
- David Moscow - Joven Joshua "Josh" Baskin
- Jon Lovitz - Scotty Brennen
- Mercedes Ruehl - Sra. Baskin
- Josh Clark - Sr. Baskin
- Kimberlee M. Davis - Cynthia Benson
- Oliver Block - Freddie Benson
- Debra Jo Rupp - Miss Patterson, la secretaria de Josh

## Producción
Se dice que la película italiana Da grande (1987) fue la inspiración para Big. Gary Ross y Anne Spielberg desarrollaron la historia en una hora; días después de completar el guion, lo vendieron a James L. Brooks y 20th Century Fox.
El hermano de Anne, Steven Spielberg, fue designado para dirigir la película y quería elegir a Harrison Ford como Josh, pero Spielberg abandonó el proyecto debido a conflictos de programación con El imperio del sol (1987). Ford también se dedicó a otros proyectos. Spielberg diría más tarde que su decisión de no dirigir la película no fue para quitarle ningún crédito a su hermana. Se les ofreció el papel de Josh a Kevin Costner, Steve Guttenberg, Warren Beatty, Dennis Quaid y Matthew Modine, pero todos lo rechazaron. También le ofrecieron el papel a Albert Brooks, pero lo rechazó porque no quería interpretar a un niño. Jeff Bridges también fue considerado para el papel. John Travolta quería interpretar a Josh, pero el estudio no estaba interesado en contratarlo. Sean Penn fue considerado para el papel de Josh, pero Marshall lo consideró demasiado joven. Gary Busey audicionó para el papel de Josh, pero Marshall no pensó que pudiera interpretar a un adulto. Andy García leyó para Josh, pero uno de los ejecutivos del estudio no quería gastar 18 millones de dólares para que "un niño crezca y sea puertorriqueño" (García es en realidad cubano). Debra Winger intentó convencer a Marshall de que reescribiera a Josh como una mujer. Marshall también audicionó a otros actores cómicos masculinos para el papel, pero encontró sus actuaciones "demasiado amplias". Robert De Niro fue elegido para el papel principal junto a Elizabeth Perkins. Más tarde abandonó el proyecto debido a "conflictos de programación" y fue reemplazado por Tom Hanks. Hanks y Loggia hicieron dos pianos de cartón y practicaron con ellos en casa; el estudio contrató dobles en caso de que Hanks y Loggia no lo hicieran bien. Antes de filmar, Hanks pasó tiempo con Jared Rushton y David Moscow e intentó emular el lenguaje corporal y el estilo de actuación de Moscow para lograr una actuación convincente de ser la versión adulta del actor infantil.
En el momento del estreno de la película, Big (1988) era parte de una serie de películas gemelas que presentaban una trama que cambiaba la edad, producidas a fines de la década de 1980, entre ellas Like Father Like Son (1987), 18 Again! (1988), Vice Versa (1988) y 14 Going on 30 (1988).

## Recepción

### Taquilla
Durante su fin de semana de estreno, la película se estrenó en segundo lugar detrás de Cocodrilo Dundee II, recaudando 8,2 millones de dólares. La película finalmente recaudó casi 115 millones de dólares en Estados Unidos y Canadá y 36,7 millones de dólares a nivel internacional, totalizando 151,7 millones de dólares en todo el mundo. Fue el primer largometraje dirigido por una mujer en recaudar más de 100 millones de dólares.

### Respuesta de la crítica
Janet Maslin, del New York Times, elogió la actuación de Hanks, escribiendo: «Con los ojos abiertos, emocionado y maravillosamente inocente, [él] es una delicia absoluta, y la película es astuta al liberarlo de la responsabilidad de comportarse furtivamente y ocultar su condición alterada». Gene Siskel, del Chicago Tribune, consideró que «Hanks demuestra ser un comediante experto aquí»; sin embargo, escribió que la película «está en su mejor momento cuando el romance florece en una compañía de juguetes donde Elizabeth Perkins es ejecutiva y Hanks se ha convertido en un vicepresidente estrella con su enfoque inocente para elegir los juguetes más vendidos». Roger Ebert, en su reseña del Chicago Sun-Times, escribió:

Big es una película tierna, tierna y alegre, bien dirigida por Penny Marshall y con un guión de Anne Spielberg y Gary Ross que se divierte mucho con simples malentendidos verbales... Hanks, que tenía tendencia a presionar demasiado, pensé, en Nothing in Common, esta vez encuentra una vulnerabilidad y dulzura para su personaje que es bastante atractiva.

Jay Boyar, del Orlando Sentinel, destacó la "invencible amabilidad" de Hanks y escribió además: "Elizabeth Perkins ofrece una interpretación inteligente y sensual como Susan, y Robert Loggia tiene una peculiaridad áspera como el jefe de Josh". En resumen, escribió: " Big no es una película con un mensaje fuerte, pero hay un par de ideas detrás, ideas que ayudan a enfocar la acción. Marshall y los guionistas quieren que sepamos que debemos mantenernos en contacto con el niño que llevamos dentro". Duane Byrge, en una reseña para The Hollywood Reporter, escribió: "Manteniéndola ágil y encantadoramente ligera, la directora Penny Marshall no machaca ningún tema ni sátira en la película; ella, con bastante astucia, mantiene a Big agradablemente pequeño. La comedia es natural y espontánea, en gran parte debido a la maravillosa actuación de Hanks". Kevin Thomas, del Los Angeles Times, consideró que la película "logra ser divertida, cálida, sofisticada y, sobre todo, imaginativa, de principio a fin... También es un triunfo personal para Tom Hanks; Nothing in Common y ahora Big confirman su posición como el comediante joven más destacado de la pantalla. Hanks recuerda el encanto amable de los jóvenes Jimmy Stewart y Jack Lemmon, pero su personalidad desconcertada es tan contemporánea como los yuppies que interpreta tan bien". John Simon, del National Review, describió a Big como "una fantasía lograda, entrañable y, de ninguna manera, insensata".
En el agregador de reseñas Rotten Tomatoes, la película obtuvo una calificación del 98% basada en 80 reseñas, con una calificación promedio de 7,90/10. El consenso crítico del sitio web dice: "Refrescantemente dulce e innegablemente divertida, Big es una exhibición de Tom Hanks, quien se sumerge en su papel y lo infunde con encanto y una conmoción sorprendente". En Metacritic, la película tiene una puntuación media ponderada de 73 sobre 100, basada en 20 críticos.  El público encuestado por CinemaScore le dio a la película una calificación promedio de "A" en una escala de A+ a F.

## Curiosidades
- La canción que Josh y MacMillan tocan en el piano electrónico y que se escucha al final de la película se llama Heart and Soul. La misma escena ha tenido parodias en diferentes series como Los Simpson, Futurama y Padre de familia.
- Cuando Josh (niño) va a pedir su deseo, podemos ver que Zoltar tiene la boca semiabierta, y en la siguiente escena, cuando Josh empieza a golpear la máquina (antes de encender), Zoltar tiene la boca completamente abierta, y después aparece semiabierta nuevamente.
- En un capítulo de Alvin y las Ardillas se hace una parodia de la película, llamada Quisiera ser niño.
- En un episodio de Padre de familia, Zoltar aparece en un parque Disney y Stewie le pide el mismo deseo que Josh, pero se desespera al ver que su deseo no se cumple.
- 13 Going on 30 (El sueño de mi vida en España y Si tuviera 30 en Hispanoamérica) es una película similar estrenada en 2004 protagonizada por Jennifer Garner, Mark Ruffalo y Judy Greer. La cinta sigue a una joven adolescente obsesionada con las apariencias que sueña con ser una mujer de 30 años, coqueta y próspera.
- 14 Going on 30 (De 14 a 30 años en 15 segundos en España y 14 entrando a los 30 en Hispanoamérica) es una película similar estrenada en 1988 protagonizada por Steven Eckholdt como Danny, un chico de 14 años que está enamorado de su maestra, la señorita Peggy Noble (Daphne Ashbrook). Danny usa un "acelerador de crecimiento" para parecer mayor que su edad real en un intento de conquistarla.
- 17 Again (17 otra vez) es una película a la inversa de Big y 13 Going on 30 estrenada en 2009 protagonizada por Zac Efron y Matthew Perry. La película habla sobre un farmacéutico de 37 años que tras caer irremediablemente al río, se vuelve un adolescente de 17 años que él mismo asistió a la preparatoria.
- Little (Pequeño gran problema en España y Pequeña... otra vez en Hispanoamérica) es la segunda película a la inversa de Big y 13 Going on 30 estrenada en 2019 protagonizada por Regina Hall, Issa Rae y Marsai Martin. La cinta relata la vida de una jefa dominante que se transforma en una versión infantil de sí misma.

## Fechas de lanzamiento
| País                                                                          | Fecha de estreno                   |
| ----------------------------------------------------------------------------- | ---------------------------------- |
| Alemania                                                                      | Jueves 29 de septiembre de 1988    |
| Argentina                                                                     | Jueves 15 de septiembre de 1988    |
| Australia                                                                     | Jueves 17 de noviembre de 1988     |
| Austria                                                                       | Viernes 30 de septiembre de 1988   |
| Bélgica                                                                       | Miércoles 31 de agosto de 1988     |
| Belice · Costa Rica · El Salvador · Guatemala · Honduras · Nicaragua · Panamá | Miércoles 21 de septiembre de 1988 |
| Bolivia                                                                       | Jueves 22 de diciembre de 1988     |
| Brasil                                                                        | Jueves 29 de septiembre de 1988    |
| Chile                                                                         | Viernes 23 de septiembre de 1988   |
| Chipre                                                                        | Jueves 20 de octubre de 1988       |
| Colombia                                                                      | Jueves 6 de abril de 1989          |
| Corea del Sur                                                                 | Sábado 15 de julio de 1989         |
| Dinamarca                                                                     | Viernes 14 de octubre de 1988      |
| Egipto                                                                        | Lunes 16 de enero de 1989          |
| España                                                                        | Viernes 2 de diciembre de 1988     |
| Estados Unidos · Canadá                                                       | Viernes 3 de junio de 1988         |
| Filipinas                                                                     | Miércoles 3 de agosto de 1988      |
| Finlandia                                                                     | Viernes 23 de diciembre de 1988    |
| Francia                                                                       | Miércoles 10 de agosto de 1988     |

| País                | Fecha de estreno                   |
| ------------------- | ---------------------------------- |
| Grecia              | Jueves 20 de octubre de 1988       |
| Hong Kong           | Jueves 22 de septiembre de 1988    |
| India               | Viernes 5 de mayo de 1989          |
| Israel              | Viernes 30 de septiembre de 1988   |
| Italia              | Jueves 22 de septiembre de 1988    |
| Jamaica             | Miércoles 19 de abril de 1989      |
| Japón               | Sábado 23 de julio de 1988         |
| Malasia             | Jueves 29 de septiembre de 1988    |
| México              | Viernes 11 de noviembre de 1988    |
| Noruega             | Jueves 6 de octubre de 1988        |
| Nueva Zelanda       | Viernes 23 de diciembre de 1988    |
| Países Bajos        | Jueves 22 de diciembre de 1988     |
| Perú                | Jueves 15 de diciembre de 1988     |
| Portugal            | Viernes 21 de octubre de 1988      |
| Puerto Rico         | Jueves 7 de julio de 1988          |
| Reino Unido Irlanda | Viernes 21 de octubre de 1988      |
| Singapur            | Viernes 2 de septiembre de 1988    |
| Sudáfrica           | Viernes 2 de diciembre de 1988     |
| Suecia              | Viernes 9 de diciembre de 1988     |
| Suiza               | Miércoles 17 de agosto de 1988     |
| Tailandia           | Sábado 10 de septiembre de 1988    |
| Taiwán              | Sábado 17 de septiembre de 1988    |
| Uruguay             | Jueves 15 de septiembre de 1988    |
| Venezuela           | Miércoles 28 de septiembre de 1988 |

## Premios y nominaciones

### Premios Óscar
| Año  | Categoría            | Receptor                  | Resultado |
| ---- | -------------------- | ------------------------- | --------- |
| 1988 | Mejor Actor          | Tom Hanks                 | Nominado  |
| 1988 | Mejor Guion Original | Gary Ross, Anne Spielberg | Nominado  |

### Globos de Oro
| Año  | Categoría                          | Receptor       | Resultado |
| ---- | ---------------------------------- | -------------- | --------- |
| 1988 | Mejor actor - Comedia o musical    | Tom Hanks      | Ganador   |
| 1988 | Mejor película - Comedia o musical | Penny Marshall | Nominado  |

## Reconocimientos
- La película forma parte del AFI's 10 Top 10 en la categoría de "Cine fantástico" y está incluida en el AFI's 100 años... 100 sonrisas del American Film Institute.